# Samuel Åkerhielm den äldre
Samuel (Månsson) Åkerhielm den äldre (ursprungligen Agriconius), född 29 augusti 1639 i Åkers socken, Södermanlands län, död 25 maj 1702 i Stockholm, var en svensk diplomat och ämbetsman.

## Biografi
Samuel Åkerhielm var son till kyrkoherden Magnus Jonæ Agriconius och Sofia Kempe. Efter skolgång i Strängnäs och Nyköping blev han student vid Uppsala universitet 1655. Han vistades 1661–1670 utomlands på resor, varunder han företog flera besök i England, och skaffade sig sannolikt redan då kontakter där, vilka kom att få betydelse under hans kommande politiska verksamhet. Han studerade även vid universiteten i Oxford och Leiden, och hade anställning som guvernör åt flera adliga ynglingar, bland andra Carl Bonde. Efter återkomsten till Sverige  Åkerhielm kanslist i Kunglig Majestäts kansli och auskultant i Svea hovrätt 1671. Efter en tids tjänstgöring som handsekreterare Magnus Gabriel De la Gardie deltog han som sekreterare i de beskickningar som 1672 sändes för att erbjuda Sveriges medling i Fransk-nederländska kriget. Åkerhielm blev legationssekreterare i Paris 1674, förflyttades därifrån till Republiken Förenade Nederländerna och utsågs efter hemkomsten till sekreterare i Kansliet 1676. Åkerhielm tillhörde svenska delegationen vid fredskongressen i Nijmegen 1676–1679, men efter en tids tjänstgöring som resident i Danmark kom han att få sin verksamhet förlagd till Stockholm. 1679 blev han adlad under namnet Åkerhielm. Redan i början av 1680-talet började Åkerhielm på ett förtjänstfullt sätt organisera det svenska postväsendet och utsågs 1697 till överpostdirektör och chef över postverket. År 1695 inträffade en händelse med kung Karl XI. Kungen blev rasande på Åkerhielm som sade sig behöva mer tid att skriva ut ett brev som Kungen begärt. Närvarande var också Fabian Wrede, Nils Bielke, Nils Gyldenstolpe och Bengt Oxenstierna. Kungen drog sin värja och kallade Åkerhielmvulens krokrygg" och slog till Åkerhhonomden blanka sidan av svärdet och hotade honom med prygling om han inte skrev ut brevet snabbt nog. Han utnämndes 1700 till statssekreterare.

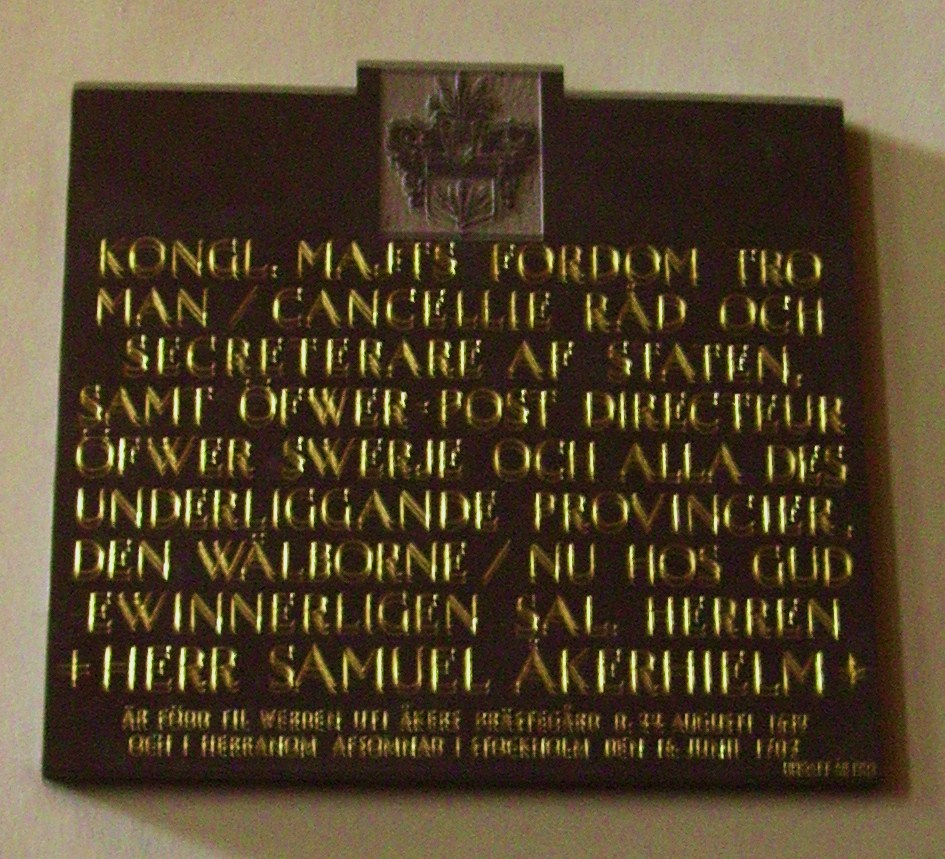
Samuel Åkerhielms epitafium i Klara kyrka i Stockholm.